# Чекаліна
Чека́ліна (рос. Чекалина) — присілок у складі Шатровського району Курганської області, Росія. Входить до складу Шатровської сільської ради.
Населення — 75 осіб (2010, 111 у 2002).
Національний склад станом на 2002 рік: росіяни — 90 %.